# Estación Bosques
Bosques es una estación ferroviaria ubicada en la localidad homónima, en el partido de Florencio Varela, Gran Buenos Aires, Argentina.

## Servicios
Es un centro de transferencia intermedio del servicio diésel/eléctrico metropolitano de la Línea General Roca que se presta entre las estaciones Bosques y Juan María Gutiérrez, e intermedia del ramal Bosques-Constitución, de la vía circuito.
Brinda servicios de tren directo solamente en el ramal Bosques-Plaza Constitución via Temperley.
Los servicios son operados por Trenes Argentinos Operadora Ferroviaria.

## Infraestructura
Posee cuatro andenes, de los cuales el andén 3 no se usa, solo los andenes  1 y 2  para los servicios eléctricos con destino a Plaza Constitución y un restante andén número 4, que es elevado con una plataforma provisoria que se usa para un servicio diésel-eléctrico para el ramal Bosques-Gutiérrez.
El andén isla central estaba  en malas condiciones, y debió ser modificado y renovado. Las obras de electrificación del ramal entre Temperley y esta estación fueron finalizadas el 4 de octubre de 2017.  A partir de dicha fecha, las formaciones eléctricas desde y hacia Estación Plaza Constitución llegan y parten con una frecuencia de entre 15 y 30 minutos. Por lo que el viaje entre estaciones Plaza Constitución-Bosques pasó de durar 70 minutos en 2007  a tan sólo 49 minutos en el año 2017.
También posee un galpón-taller, depósito de materiales ferroviarios (playa de maniobras con 2 vías), 2 antiguas garitas de cambios de vías y un cabín de cambios más nuevo el cual junto a las casas de ferroviarios fueron ocupadas, la estación en sí, con baños públicos, oficinas afines, un molino en desuso para provisión de agua a la misma, comercios y kiosco de diarios dentro de la misma estación.

## Diagrama
| Plataforma Norte   | |
| Vía 1              | Partida de trenes hacia Gutiérrez (próxima Santa Sofía) Terminal de trenes provenientes de Gutiérrez |
| Vía 2              | Sin uso |
| Plataforma central | |
| Vía 3              | Terminal de trenes provenientes de Constitución Terminal de trenes directos provenientes de Constitución Partida de trenes hacia Constitución vía Quilmes (próxima Sourigues) Partida de trenes hacia Constitución vía Temperley (próxima Zeballos) Partida de trenes directos hacia Constitución (próxima Zeballos) |
| Vía 4              | Terminal de trenes provenientes de Constitución Terminal de trenes directos provenientes de Constitución Partida de trenes hacia Constitución vía Quilmes (próxima Sourigues) Partida de trenes hacia Constitución vía Temperley (próxima Zeballos) Partida de trenes directos hacia Constitución (próxima Zeballos) |
| Plataforma Sur     | |

## Galería

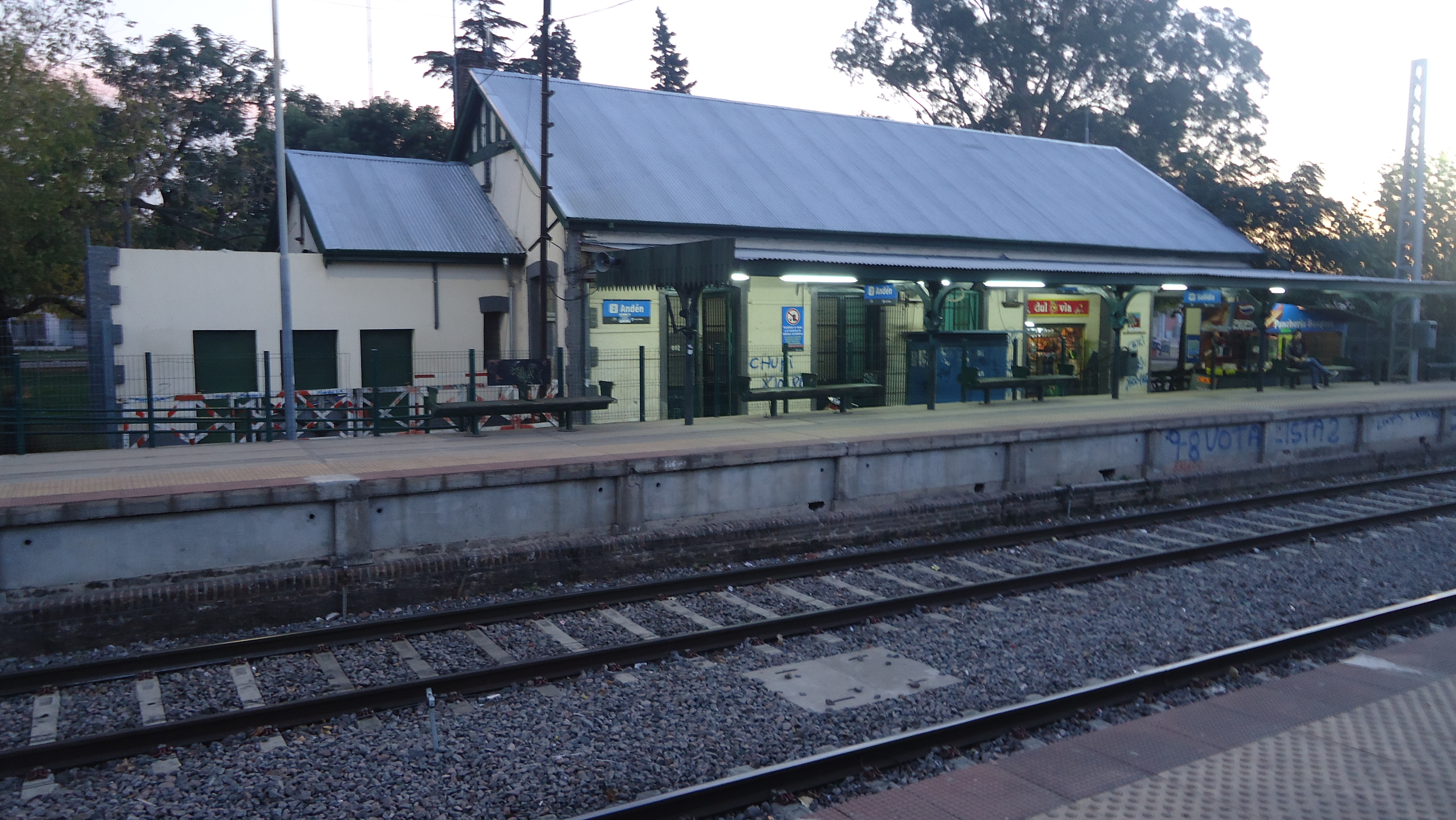
Edificio principal de la Estación Bosques y andén 2.
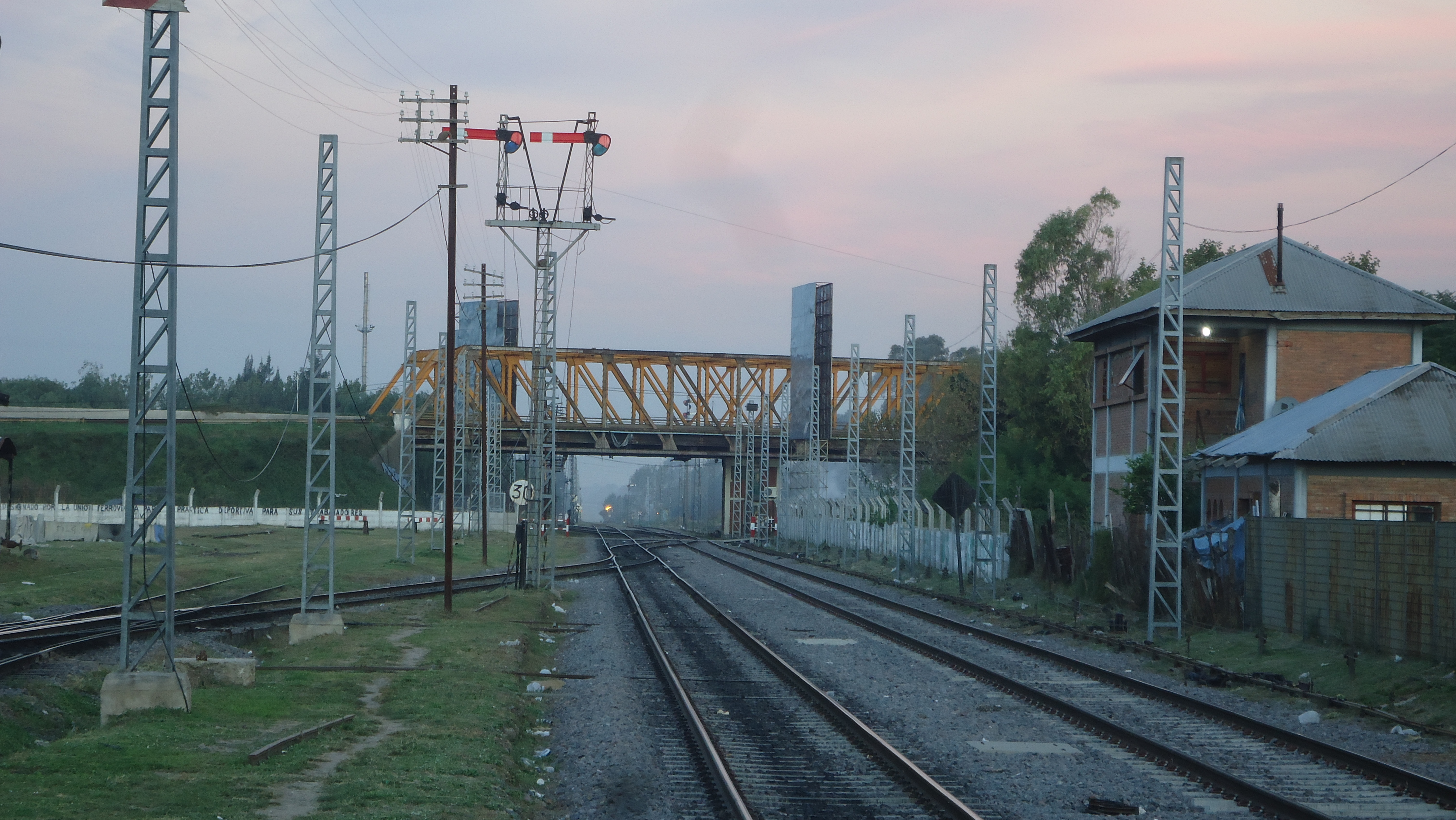
Puente metálico de la ex Ruta 2 y caseta de operaciones mirando hacia el lado de Gutiérrez.
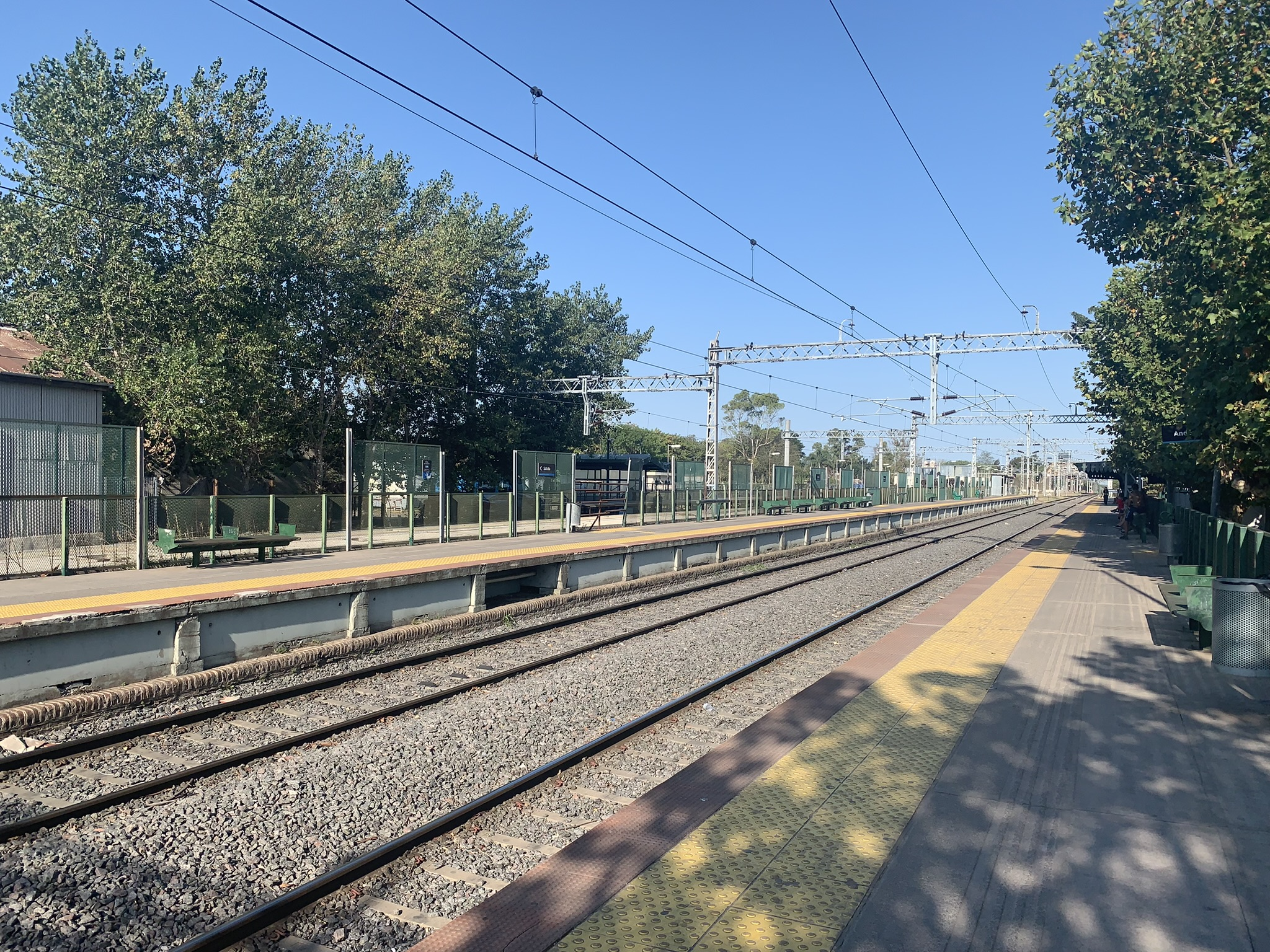
Vista general de los andenes.